# Kaple svaté Markéty (Rybníky)
Kaple svaté Markéty (případně kostel svaté Markéty) je kaple v římskokatolické farnosti Vémyslice, nachází se východně od obce Rybníky na místě původní obce Topanov (nebo Tupanov), jehož byl kostel centrem a je posledním pozůstatkem této obce. Nyní se nachází na hřbitově. Kostel, původně románský, dříve býval větší, původní hlavní loď byla zbořena v roce 1877, v roce 1895 byl zazděn otvor vítězného oblouku a přistavěna předsíň, v kostele jsou dochovány nástěnné malby z počátku 16. století. V kostele se dříve nacházel oltářní obraz Korunování Panny Marie z roku 1480, pocházející asi z Moravského Krumlova, který byl později umístěn do Moravské galerie v Brně. Kostel je chráněn jako kulturní památka. V apsidě se nachází na zděné mense raně barokní oltářní retabulum s obrazem sv. Markéty.

## Historie
Kostel svaté Markéty byl postaven ve 13. století a byl centrem vesnice Topanov s tvrzí, která existovala ještě na začátku 16. století. Tehdejší držitel Topanova Matěj Vacek nechal nejspíše mezi lety 1499 a 1507 tvrz i s kostelem opravit, při čemž nechal zhotovit také nástěnné malby. Obnovu dokazuje také nápis na zvonu z roku 1503. V konše apsidy jsou rustikálně, na přechodu mezi gotikou a renesancí, vymalovány dekorativní polorůžice a rozviliny, pod tím jsou fragmenty řady světců (sv. Barbora, Marie s dítětem, sv. Apolonie, asi sv. Markéta, sv. Jakub, sv. Petr a Pavel). Vespod je iluzivní drapérie a na vítězném oblouku je namalováno kvádrování.
Později byla ves zřejmě zničena v některé z válek 16. století. V roce 1625 je Topanov uváděn jako pustý, jedinou stavbou, která zůstala zachována, je kaple svaté Markéty. V roce 1877 pak byla zbořena hlavní loď kostela a následně v roce 1895 byl kostel upraven a byla přistavěna předsíň, později byl kostel rekonstruován ještě v letech 1910 a 1945. Roku 1954-55 restauroval nástěnné malby J. Kostečka a R. Růžička. Nejnovější rekonstrukce proběhla v roce 2009, kdy byla kaple obnovena a půdorys původní lodě vyznačen dlažbou, při téže rekonstrukci byly odhaleny kostry různě rozmístěné v okolí kaple. Zvony z kostela byly přeneseny do kostela svatého Cyrila a Metoděje v Rybníkách.

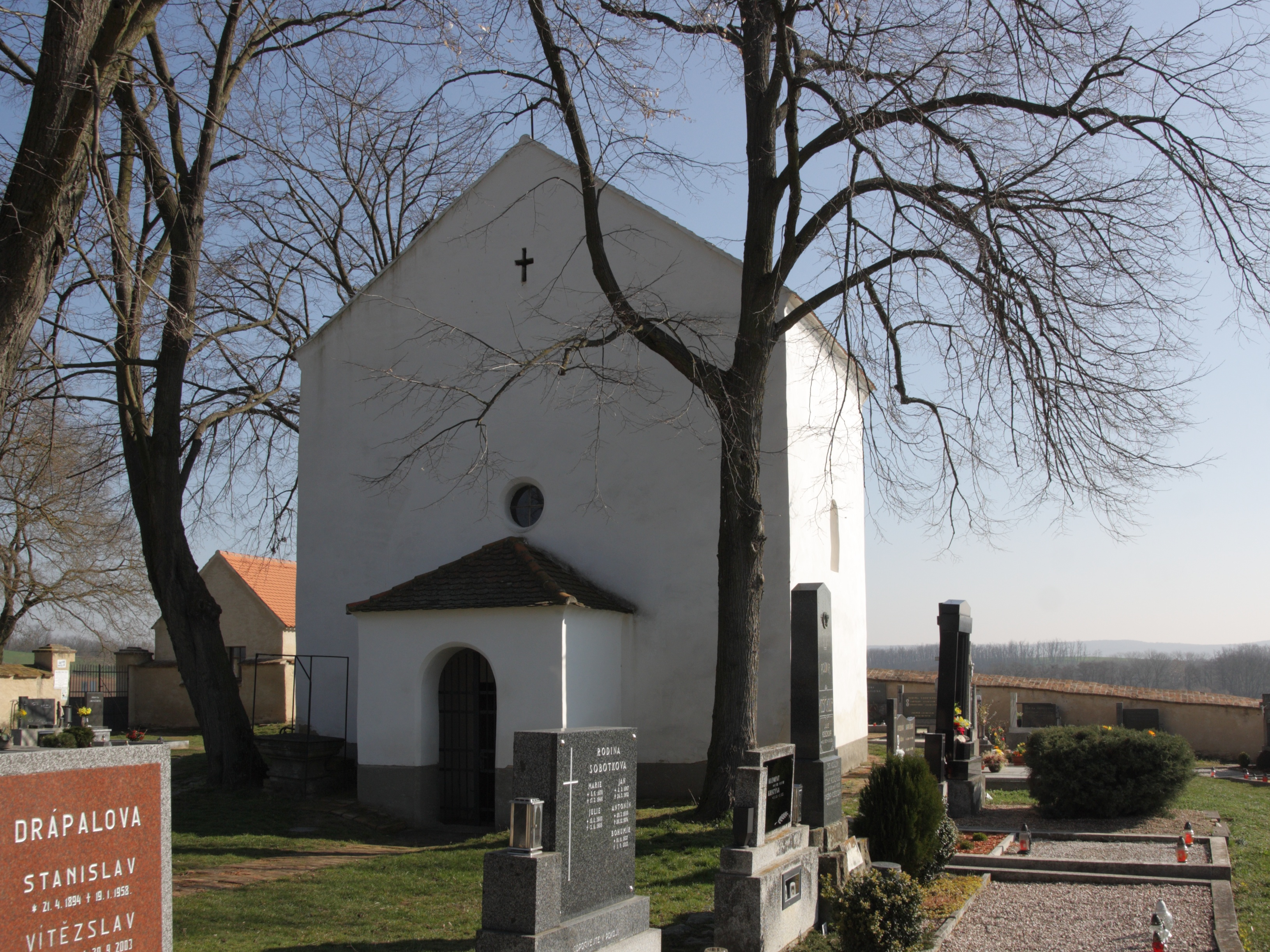
vstup do kostela
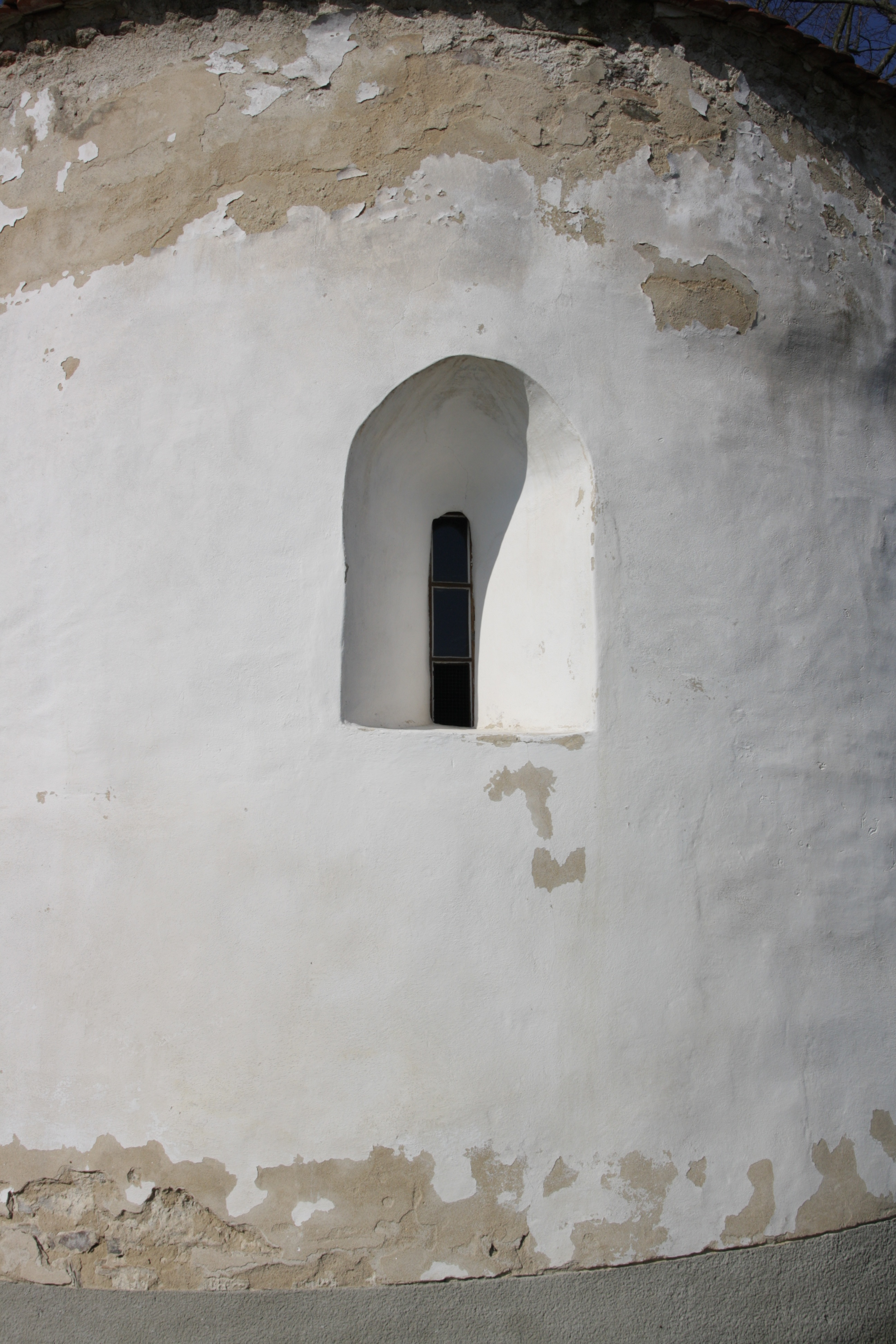
okno apsidy
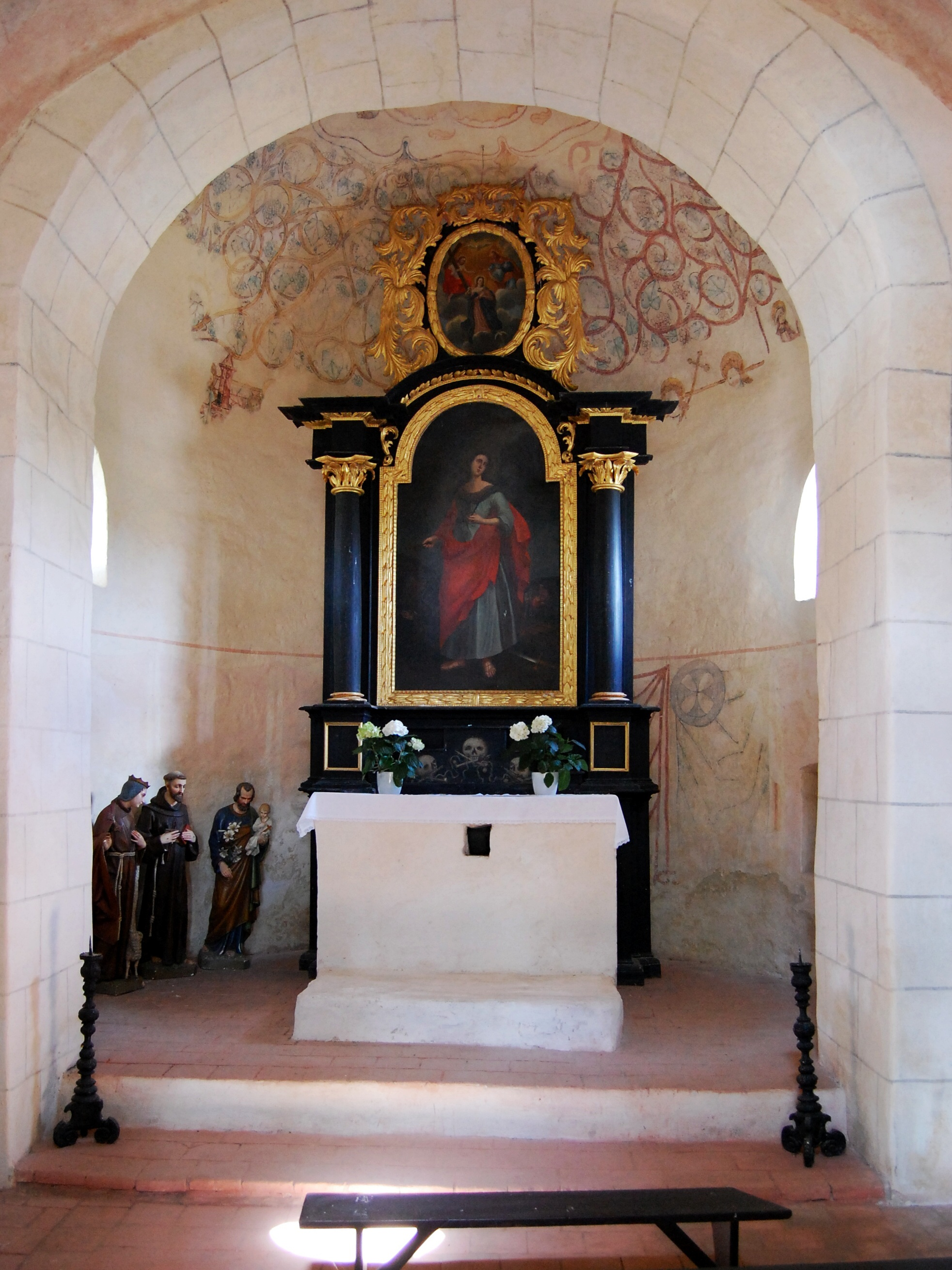
oltář
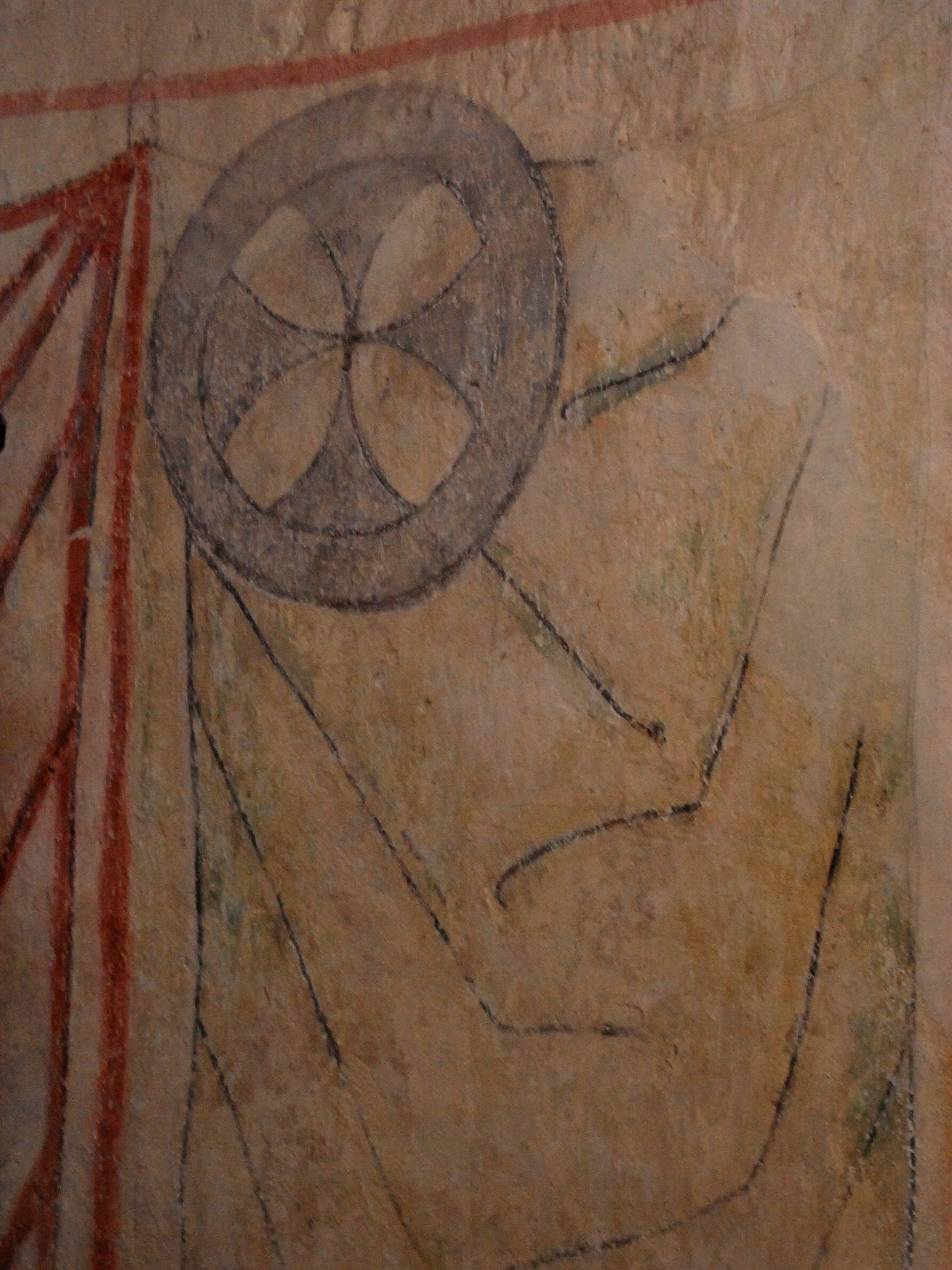
Detail nástěnných maleb